# Liste der Biografien/Erm
Liste der Biografien |
Portal Biografien |
Personensuche
# |
A |
B |
C |
D |
E |
F |
G |
H |
I |
J |
K |
L |
M |
N |
O |
P |
Q |
R |
S |
T |
U |
V |
W |
X |
Y |
Z |
?
 
Ea |
Eb |
Ec |
Ed |
Ee |
Ef |
Eg |
Eh |
Ei |
Ej |
Ek |
El |
Em |
En |
Eo |
Ep |
Eq |
Er |
Es |
Et |
Eu |
Ev |
Ew |
Ex |
Ey |
Ez
 
Era |
Erb |
Erc |
Erd |
Ere |
Erf |
Erg |
Erh |
Eri |
Erj |
Erk |
Erl |
Erm |
Ern |
Ero |
Erp |
Err |
Ers |
Ert |
Eru |
Erv |
Erw |
Erx |
Ery |
Erz
Die Liste der Biografien führt alle Personen auf, die in der deutschsprachigen Wikipedia einen Artikel haben. Dieses ist eine Teilliste mit 106 Einträgen von Personen, deren Namen mit den Buchstaben „Erm“ beginnt.

## Erm
- Erm, Andreas (* 1976), deutscher Leichtathlet und Olympiateilnehmer
- Erm, Johannes (* 1998), estnischer Leichtathlet
- Erm, Tõnis (* 1982), estnischer Mountainbike-Orientierungsfahrer

### Erma
- Ermacora, Andreas (* 1960), österreichischer Jurist und Vereinsfunktionär
- Ermacora, Felix (1923–1995), österreichischer Völkerrechtsexperte und Politiker (ÖVP), Abgeordneter zum Nationalrat
- Ermacora, Martin (* 1994), österreichischer Beachvolleyballspieler
- Ermakova, Anna (* 2000), britisches Model und SängerinAnna Ermakova (* 2000)

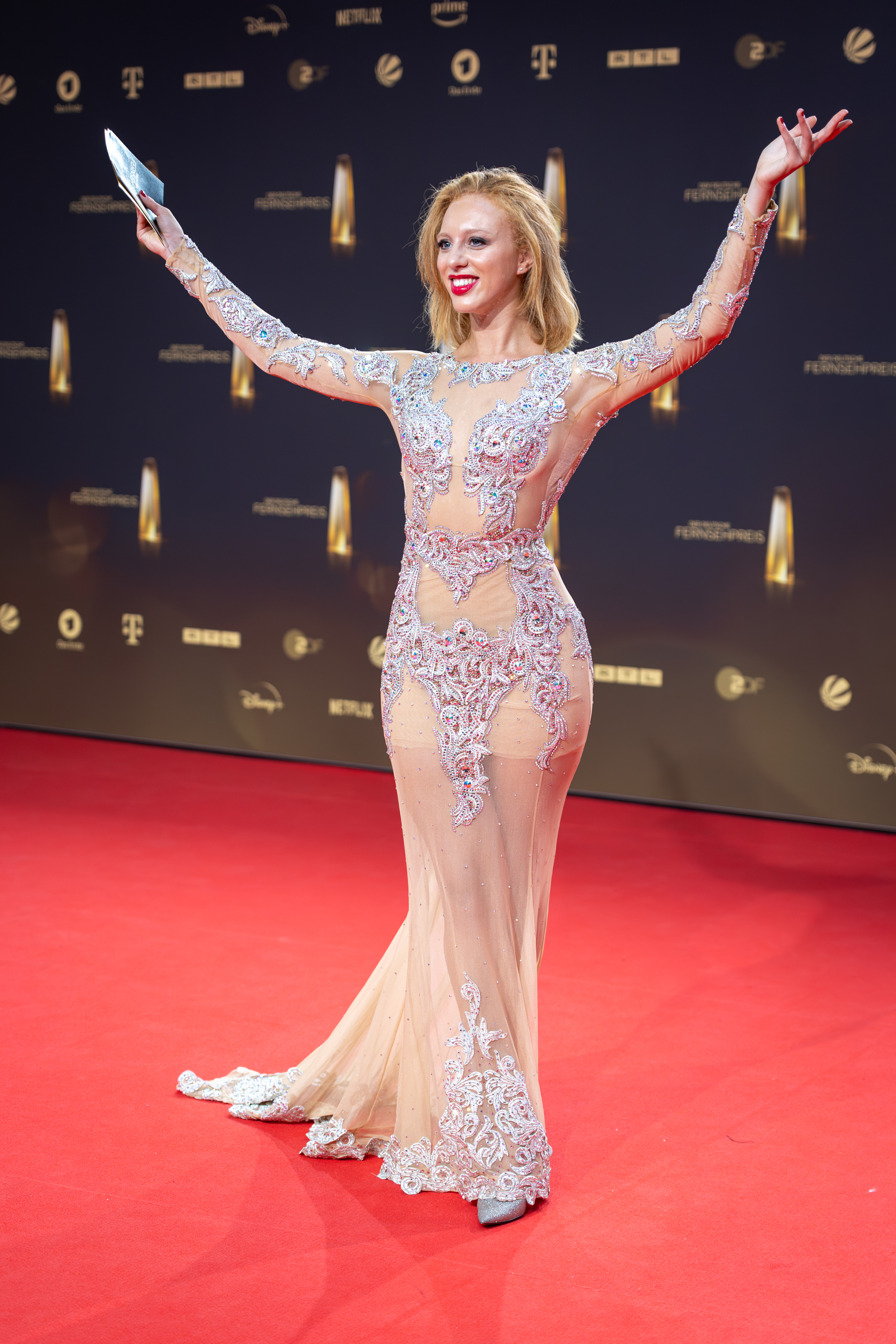
Anna Ermakova (* 2000)

- Erman, Adolf (1854–1937), deutscher Ägyptologe
- Erman, Erol (1942–2018), Architekt
- Erman, Georg Adolf (1806–1877), deutscher Physiker
- Erman, Heinrich (1857–1940), deutscher Jurist und Hochschullehrer
- Erman, Jean Pierre (1735–1814), deutscher Historiker
- Erman, Kristina (* 1993), slowenische Fußballspielerin
- Erman, Paul (1764–1851), deutscher Physiker
- Erman, Walter (1904–1982), deutscher Jurist und Hochschullehrer
- Erman, Wilhelm (1850–1932), deutscher Bibliothekar und Geograph
- Ermanarich († 376), König der Ostgoten
- Ermann, Leo (1899–1988), deutsch-israelischer Schriftsteller
- Ermann, Michael (* 1943), deutscher Arzt und Psychoanalytiker
- Ermanno, deutscher Bildhauer
- Ermarth, Albert (1846–1901), deutscher Offizier, Sänger und Schauspieler
- Ermarth, Fritz (1909–1948), erster Intendant des Militärsenders Süddeutscher Rundfunk
- Ermarth, Jakob von (1790–1865), bayerischer Generalleutnant
- Ermatinger, Emil (1873–1953), Schweizer Germanist
- Ermatinger, Valentine (* 1924), niederländische Sozialarbeiterin und Autorin von phantastischer Jugendliteratur
- Ermatov, Ravshan (* 1977), usbekischer Fußballschiedsrichter
- Ermawati, Emma (* 1976), indonesische Badmintonspielerin

### Ermb
- Ermbert, Bischof von Worms, Abt von Weißenburg

### Erme
- Ermecke, Gustav (1907–1987), deutscher Priester, Moraltheologe und Sozialethiker
- Ermel, Christian Albrecht (1673–1737), deutscher evangelischer Geistlicher
- Ermel, Friedrich August (1740–1812), deutscher Politiker, Bürgermeister von Dresden und Jurist
- Ermel, Georg (1659–1745), deutscher Pädagoge
- Ermel, Johann Friedrich (1696–1764), deutscher Arzt
- Ermeler, Christian (1735–1793), deutscher Textilunternehmer und Kaufmann in Berlin
- Ermeler, Wilhelm Ferdinand (1784–1866), deutscher Unternehmer in der Tabakindustrie und Kunstmäzen in Berlin
- Ermels, Johann Franz (1641–1693), deutscher Porträt-, Historien- und Landschaftsmaler sowie Radierer und Zeichner
- Ermeltraut, Franz Anton (1717–1767), deutscher Maler des Barock und Hofmalerei-Inspektor
- Ermen, Arzu (* 1968), deutsche Theater- und Fernsehschauspielerin
- Ermen, Bernhard (1798–1865), deutscher Landwirt, Gastwirt und Politiker
- Ermen, Reinhard (* 1954), deutscher Kunstkritiker, Musikwissenschaftler und Publizist
- Ermenault, Corentin (* 1996), französischer Radsportler
- Ermenault, Philippe (* 1969), französischer Radrennfahrer
- Ermenburga von Minster, englische Nonne
- Ermenc, Alenka (* 1963), slowenische Generalmajorin
- Ermengarde, Gräfin von Carcassonne
- Ermengarde von Anjou († 1076), Person des Hauses Château-Landon
- Ermengarde von Italien, Tochter des römischen Kaisers Ludwig II.
- Ermengol, Graf von Osona
- Ermengol I. († 1010), Graf von Urgell
- Ermengol II., Graf von Urgell
- Ermengol III. (1032–1065), Graf von Urgell
- Ermengol IV. († 1092), Graf von Urgell
- Ermengol IX. († 1243), Graf von Urgell
- Ermengol V. († 1102), Graf von Urgell
- Ermengol VI. († 1154), Graf von Urgell
- Ermengol VII. († 1184), Graf von Urgell
- Ermengol VIII. (1158–1209), Graf von Urgell
- Ermengol X. († 1314), Graf von Urgell
- Ermenkow, Ewgeni (* 1949), bulgarischer Schachspieler
- Ermenrich († 441), erster König der Sueben in Spanien und Portugal
- Ermenrich von Ellwangen († 874), Bischof von Passau
- Ermentrout, Daniel (1837–1899), US-amerikanischer Politiker
- Ermentrud, ältestes Kind des westfränkischen Königs Ludwig der Stammler
- Ermer, Adolf (1939–2010), deutscher Fußballschiedsrichter
- Ermer, Anneliese, deutsche Psychiaterin
- Ermer, Christian (1786–1855), deutscher Kupferstecher
- Ermer, Franz (1886–1976), deutscher Kunstlehrer, Maler, Grafiker und Zeichner
- Ermer, Lara (* 1996), deutschsprachige Autorin, Moderatorin und ComedienneLara Ermer (* 1996)

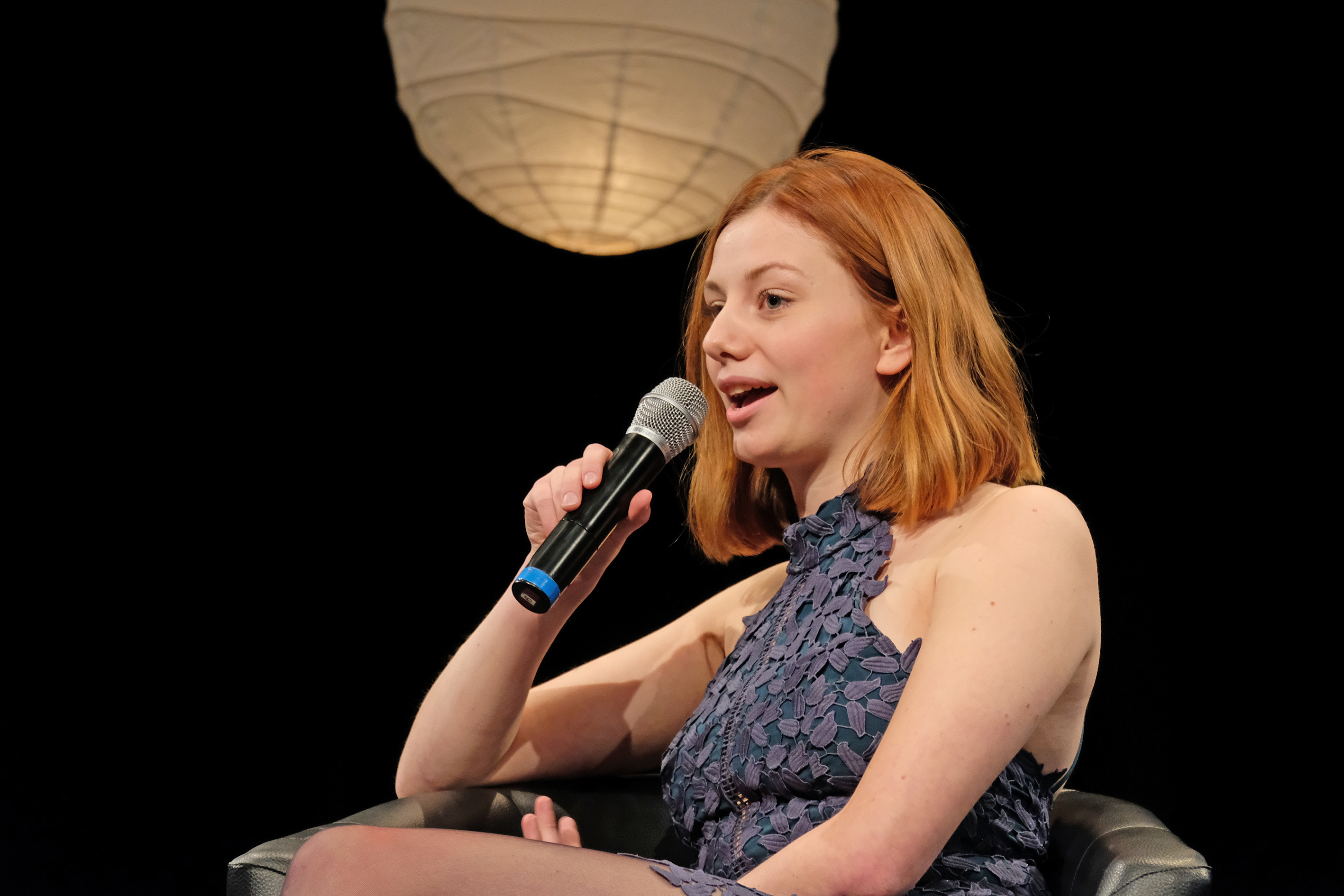
Lara Ermer (* 1996)

- Ermers, Max (1881–1950), österreichischer Kunsthistoriker und Publizist
- Ermert, Ernst (1918–1988), deutscher Politiker (SPD), MdL, Ratskommissar von Duisburg
- Ermert, Herbert (1936–2024), deutscher Dirigent und Pianist
- Ermes, Axel (* 1963), deutscher Tontechniker, Musiker und Produzent
- Ermes, Caspar (1592–1648), schwedischer Oberst während des Dreißigjährigen Krieges
- Ermesinda, Königin von Asturien
- Ermesinde († 1141), Tochter des Grafen Konrad I. (Luxemburg)
- Ermesinde (1186–1247), Gräfin von Luxemburg, la Roche und Durbuy
- Ermessenda von Carcassonne († 1058), Regentin der Grafschaft Barcelona
- Ermeti, Giairo (* 1981), italienischer Radrennfahrer
- Ermey, R. Lee (1944–2018), US-amerikanischer SchauspielerR. Lee Ermey (1944–2018)

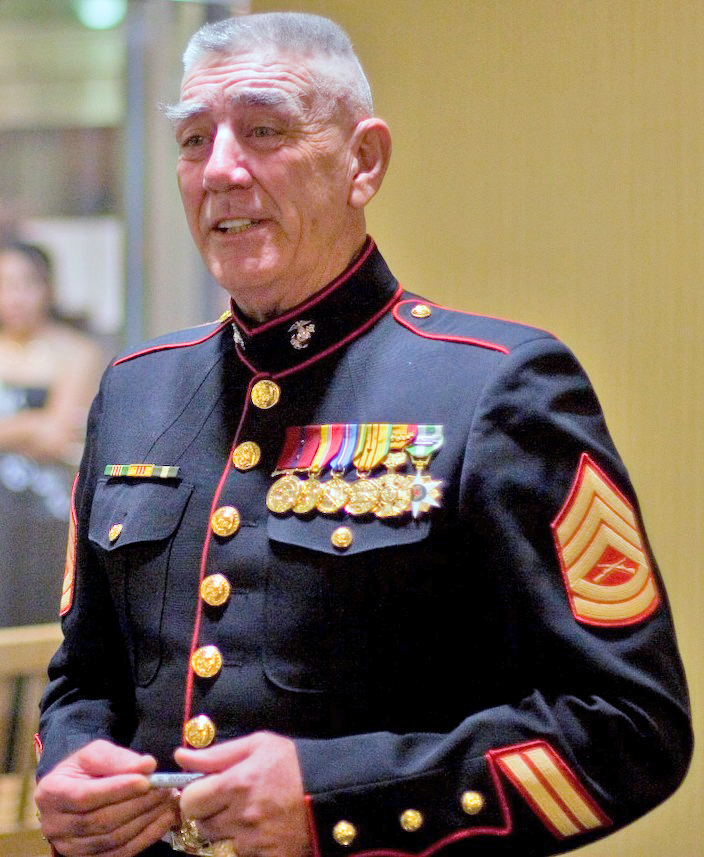
R. Lee Ermey (1944–2018)

### Ermi
- Ermin von Lobbes († 737), Abtbischof von Lobbes
- Ermini, Giuseppe (1900–1981), italienischer Rechtshistoriker und Politiker, Mitglied der Camera dei deputati
- Ermini, Pasquale (1905–1958), italienischer Konstrukteur von Sportwagen
- Erminold († 1121), Abt des Benediktinerklosters Prüfening in Regensburg
- Erminoldmeister, Bildhauer des Mittelalters
- Ermisch, Christian Ludwig (1652–1722), deutscher lutherischer Theologe
- Ermisch, Conrad (1855–1888), deutscher Illustrator sowie Genre- und Historienmaler
- Ermisch, Günter (* 1933), deutscher Jurist, ehemaliger Ministerialbeamter und Staatssekretär
- Ermisch, Hubert (1850–1932), deutscher Archivar und Historiker
- Ermisch, Hubert (1883–1951), deutscher Architekt
- Ermisch, Luise (1916–2001), deutsche Politikerin (SED), MdV, Aktivistin und Kandidatin des Politbüros des ZK der SED
- Ermisch, Marc (* 1976), deutscher Autor, Regisseur und Schauspieler
- Ermisch, Richard (1885–1960), deutscher Architekt und Baubeamter in Berlin
- Ermisch, Stefan (* 1966), deutscher Bankmanager
- Ermişoğlu, Ahmet Hilmi (1937–2023), türkischer Botschafter
- Ermita, Eduardo (* 1935), philippinischer Politiker und General
- Ermits, Kalev (* 1992), estnischer Biathlet und Skilangläufer
- Ermits, Regina (* 1996), estnische Biathletin

### Erml
- Ermler, Friedrich Markowitsch (1898–1967), sowjetischer Schauspieler, Regisseur und Drehbuchautor
- Ermler, Mark Fridrichowitsch (1932–2002), russischer Dirigent

### Ermo
- Ermold, Ludwig (1883–1949), deutscher Kammersänger
- Ermoldus Nigellus, Dichter und Vertrauter des Königs Pippin I. von Aquitanien
- Ermolenko, Sam (* 1960), US-amerikanischer Speedwayfahrer
- Ermolieff, Joseph N. (1889–1962), russischer Filmproduzent
- Ermoll, Serge (1943–2010), australischer Jazzmusiker
- Ermotti, Sergio (* 1960), Schweizer BankmanagerSergio Ermotti (* 1960)

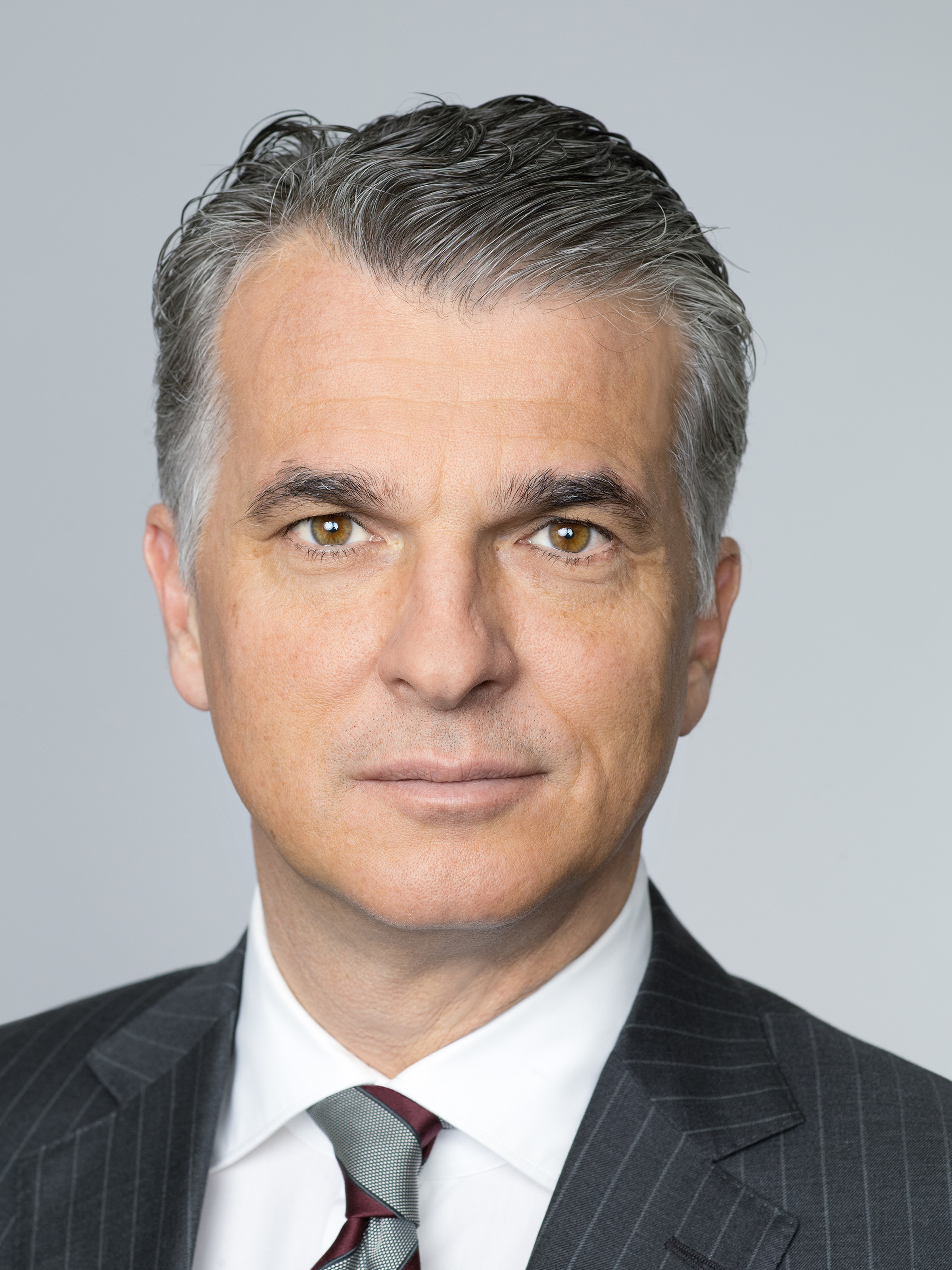
Sergio Ermotti (* 1960)

### Ermr
- Ermrich, Michael (* 1953), deutscher Kommunalpolitiker (CDU)